# Аджян, Антон Арутюнович
Антон Арутюнович Аджян  (1904 — 1938 гг.) — российский и советский востоковед.

## Биография
Учился в Институте истории материальной культуры у Иосифа Орбели.
Заведующий отделом «Восток» в Эрмитаже с 1937 по 1938 гг. Сотрудник Эрмитажа с 1929 года.
5 февраля 1938 года был арестован вместе с другими армянскими учёными и обвинён по статье 58-6/11 за шпионаж, передачу, похищение и собирание с целью передачи сведений, являющихся государственной тайной; экономических сведений, которые не являются государственной тайной, но которые не подлежат оглашению по прямому распоряжению руководителей ведомств, учреждений и предприятий.
11 октября 1938 г. Приговорён к смерти и расстрелян 17 октября.
По рассказам его товарища, ориенталиста Игоря Дьяконова, Орбели спешно выехал в Москву, чтобы вызволить Аджяна, и дожидался Анастаса Микояна, заместителя Председателя Совета Народных Комиссаров, в его приёмной до двух часов ночи. Микоян пришёл, но обманул его, сообщив, что Аджяна уже расстреляли.
18 июня 1956 г. Аджян посмертно реабилитирован.